# Chocolat (album)
Chocolat is het eerste studio-album van de Belgische rapper Roméo Elvis, uitgebracht op 12 april 2019.

## Achtergrond
Na het succes van Morale et Morale 2, het resultaat van zijn samenwerking met de producent Le Motel, kondigde Roméo Elvis in november 2018 een soloalbum aan. Eerst werd het album gepland voor 5 april, daarna werd hij een weekje opgeschoven. Het album heet Chocolat.
Elvis onthulde de cover en de tracklist van zijn album in maart 2019. Op het album staan samenwerkingen met, M, Zwangere Guy, Témé Tan en Damon Albarn, de zanger van de groep Gorillaz. De hoes toont een Romeo Elvis die naar de lens staart, een verblinde blik, haveloos en modderig op een gele achtergrond.

## Tracklist
1. Intro
2. Chocolat
3. Malade
4. Coeur des hommes
5. Parano (ft. M)
6. Soleil
7. Bobo
8. Solo
9. 194
10. Normal
11. 3 étoiles
12. Interlude
13. Vissuer
14. Kuneditdoen (ft. Zwangere Guy)
15. La Belgique Afrique
16. T'es bonne
17. Dis-moi
18. En silence (ft. Témé Tan)
19. Perdu
20. 1630

## Certificaties
| land      | certificaat |
| --------- | ----------- |
| België    | Goud        |
| Frankrijk | Goud        |